# Abbaye Saint-Maur de Glanfeuil
Ne doit pas être confondu avec Abbaye de Saint-Maur (Île-de-France) ou Abbaye Saint-Maur de Hanga (Tanzanie).
L'abbaye Saint-Maur de Glanfeuil est une abbaye située au Thoureil, dans le département français de Maine-et-Loire.

## Historique

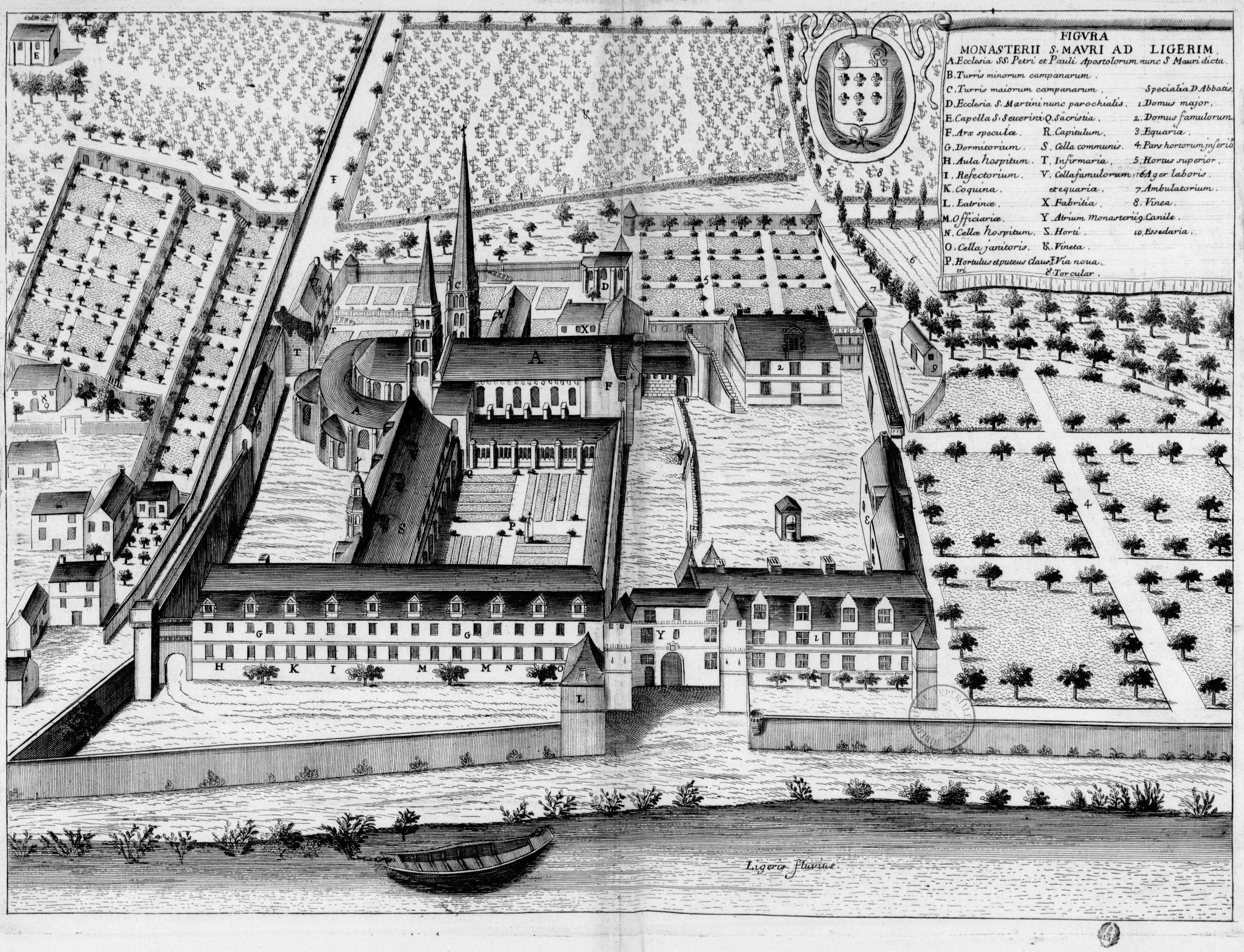
Planche gravée de Dom Michel Germain du Monasticon Gallicanum (XVIIe siècle), BnF.

Selon la légende, au VIe siècle, saint Benoît envoya un disciple dénommé Maurus, moine du Mont Cassin, en Gaule. Il y fonda l'abbaye de Glanfeuil, première abbaye bénédictine d'Anjou, qu'il gouverna pendant près de quarante ans.
L'abbaye de saint-Maur, ruinée par les raids des Normands vers le milieu du neuvième siècle, rétablie dans le même siècle sous le règne de Louis le Bègue, avait été, suivant l'usage de ces temps, bâtie et fortifiée comme une place de guerre.
Sous le règne de Charles V, les Anglais, chassés du Maine par Bertrand Du Guesclin, s'étaient retirés de Pontvallain à l'abbaye de saint-Maur.
Jusque dans les années 1980, l'abbaye appartient aux assomptionnistes ; elle est un centre d’accueil. Ils la vendent aux Apprentis d'Auteuil qui, n'ayant pas le droit de construire d'ateliers, la revendent à leur tour au conseil départemental de Maine-et-Loire.
L'édifice est au titre des monuments historiques en 1958, classé en 1979 et inscrit en 1996.
Aujourd'hui l'abbaye Saint-Maur est gérée par l'association O.V.A.L., qui a fait de ce lieu un centre d'animation pour accueillir des classes découvertes en périodes scolaires mais aussi des colonies pendant les vacances.

## Abbés
- 1166 : Guillaume, abbé de cette abbaye va en compagnie de Geoffroi évêque de Saint-Brieuc ; Henri II, roi d'Angleterre ; Conan IV de Bretagne, duc de Bretagne ; Guillaume Ier, abbé de Saint-Aubin des Bois ; Guillaume, abbé de Saint-Serge, Hugues, abbé de Saint-Nicolas d'Angers ; Guillaume, abbé de Toussaint d'Angers, assister à la translation  du corps de saint Brieuc dans l'abbaye Saint-Serge-lès-Angers[4]

## Galerie

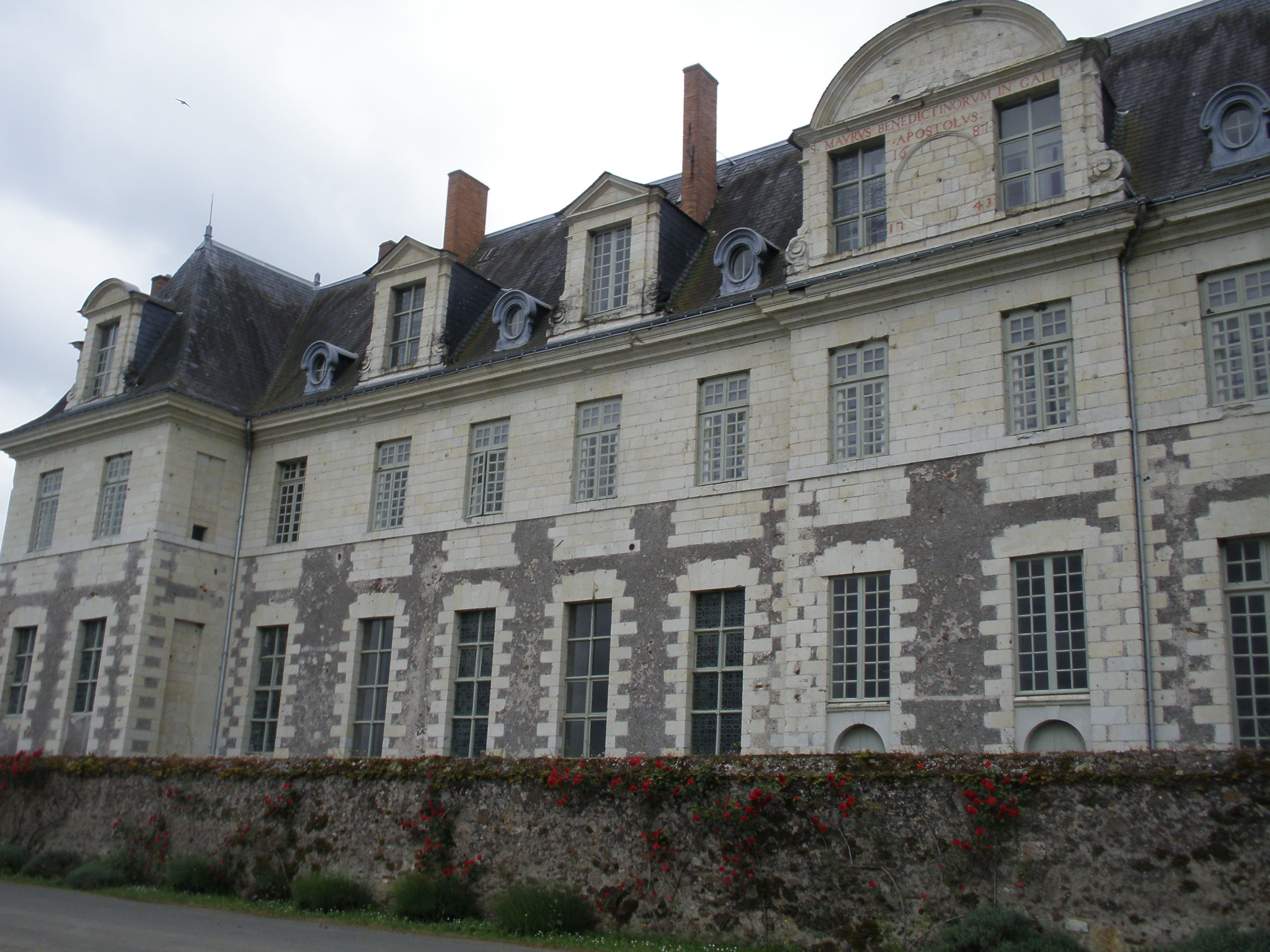
Façade de l'abbaye.
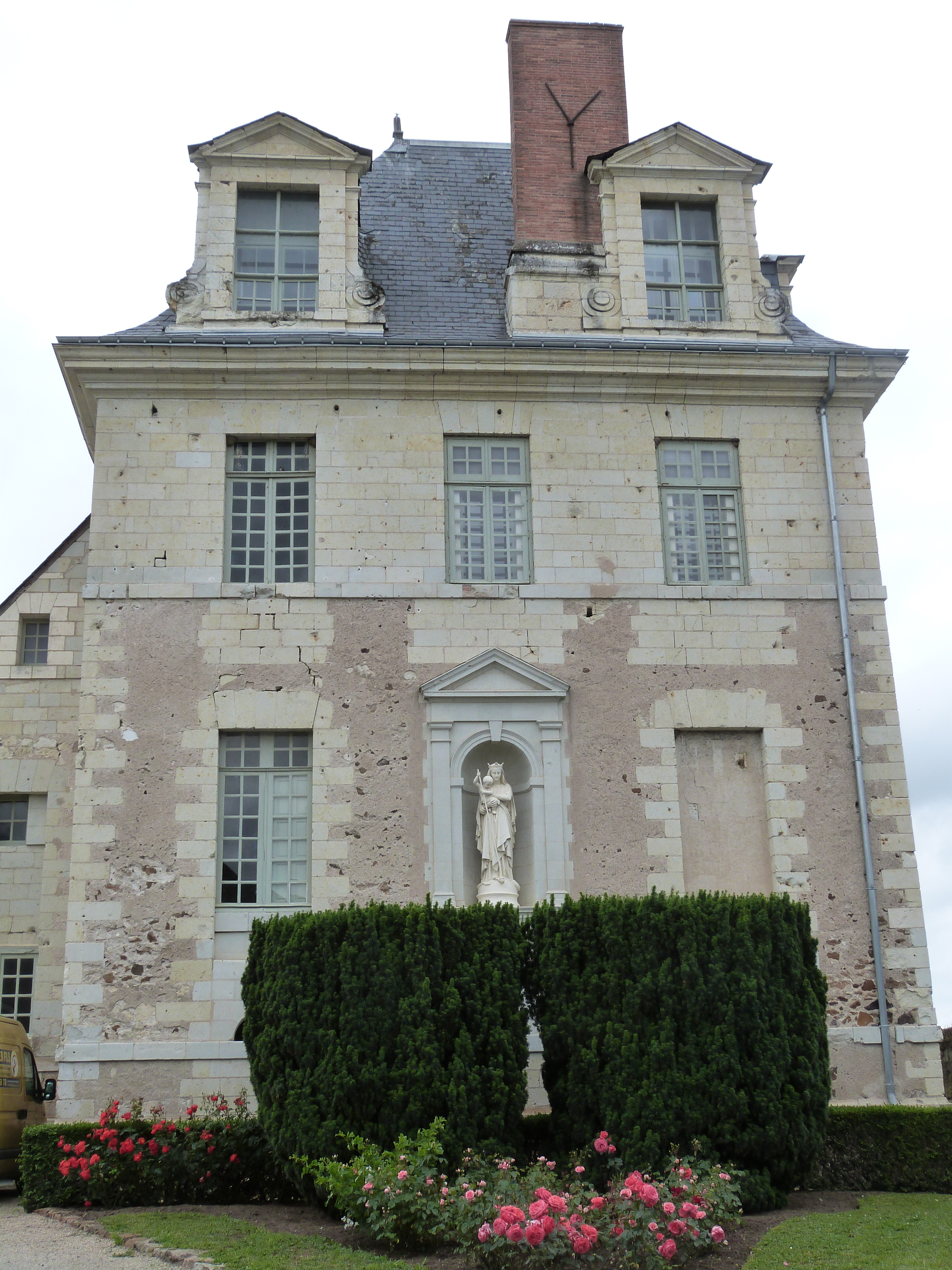
Façade est.
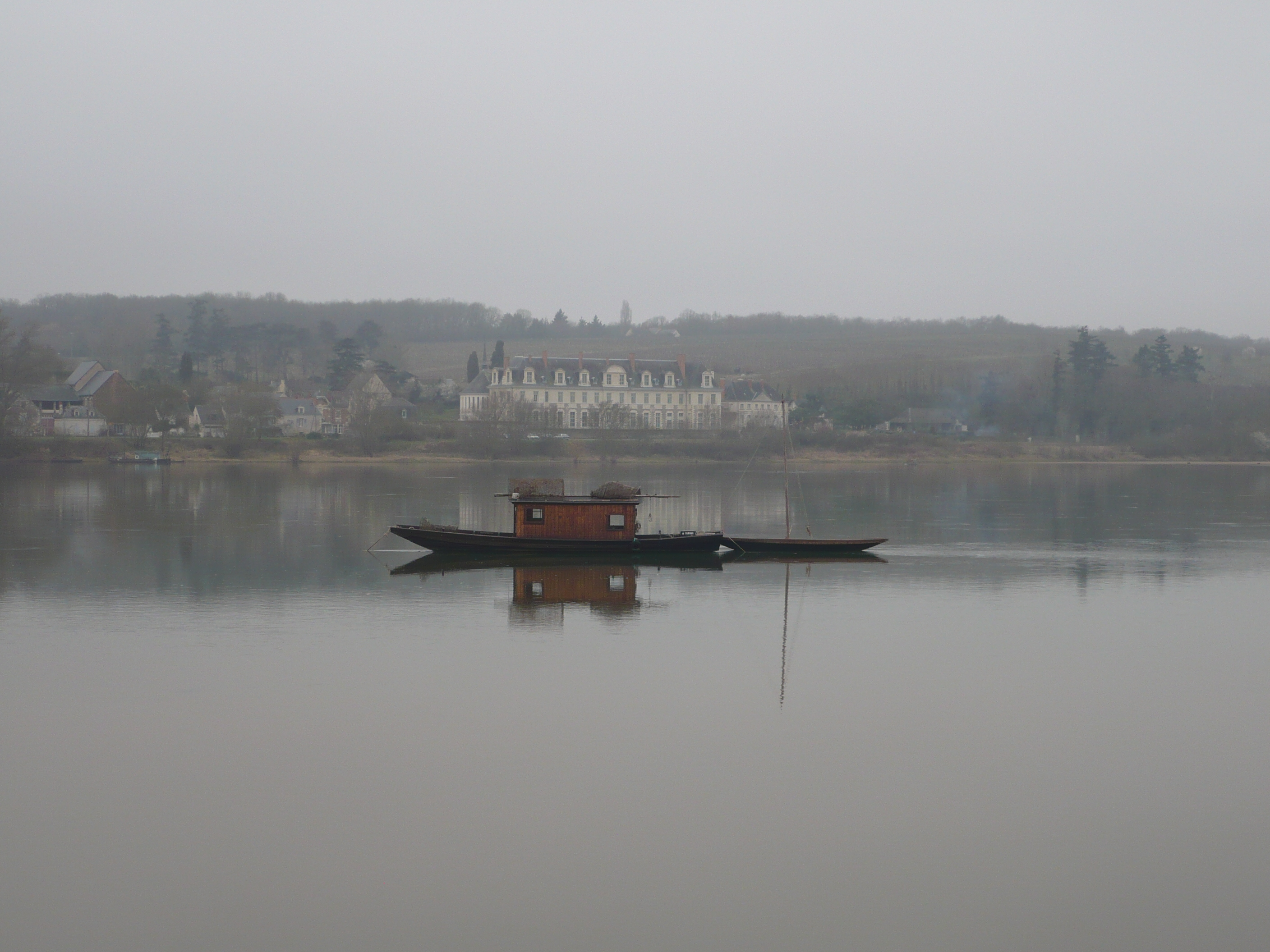
L'abbaye vue depuis la Loire.